# Smukleńcowate

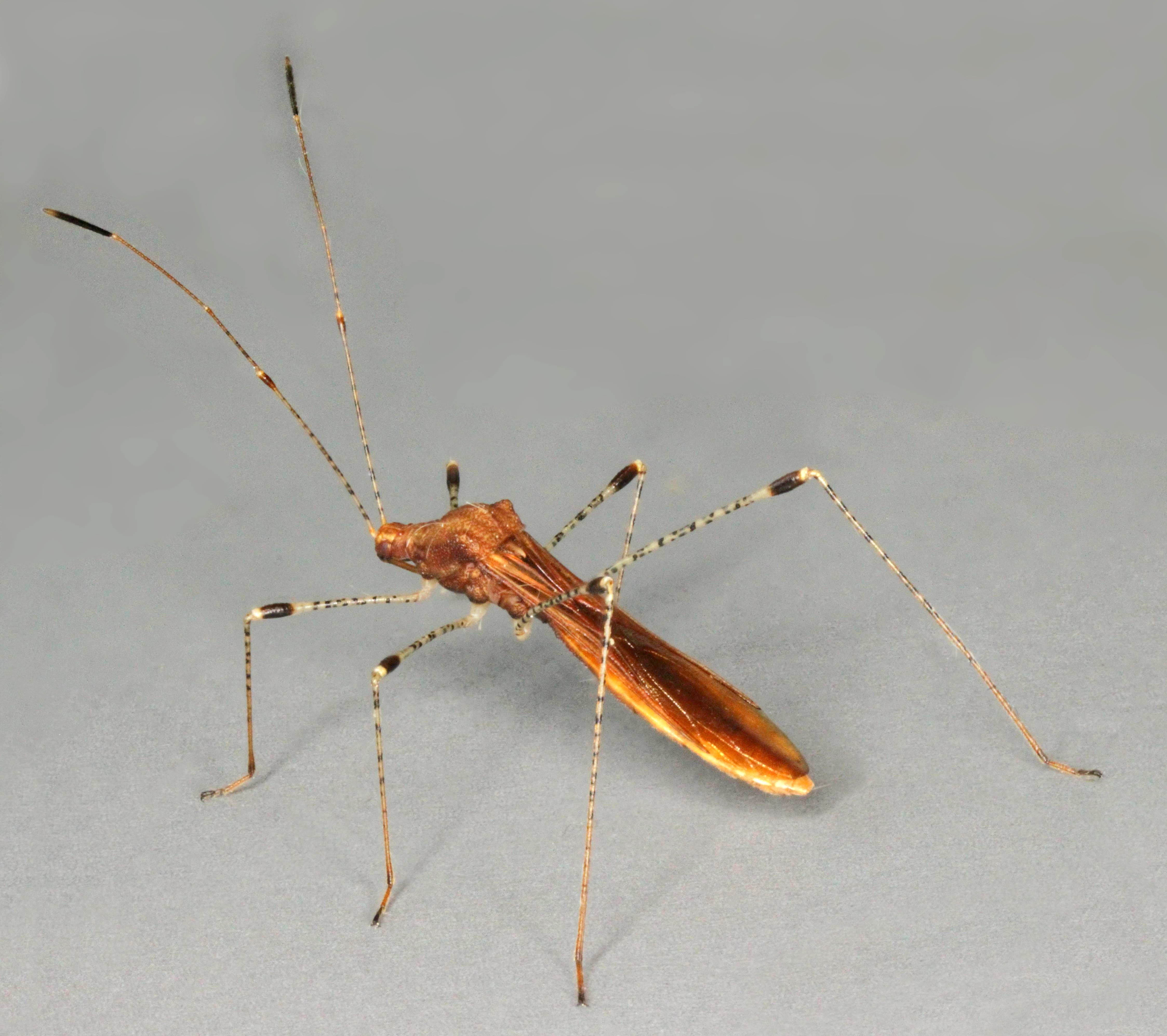
Sonik tarczokolec

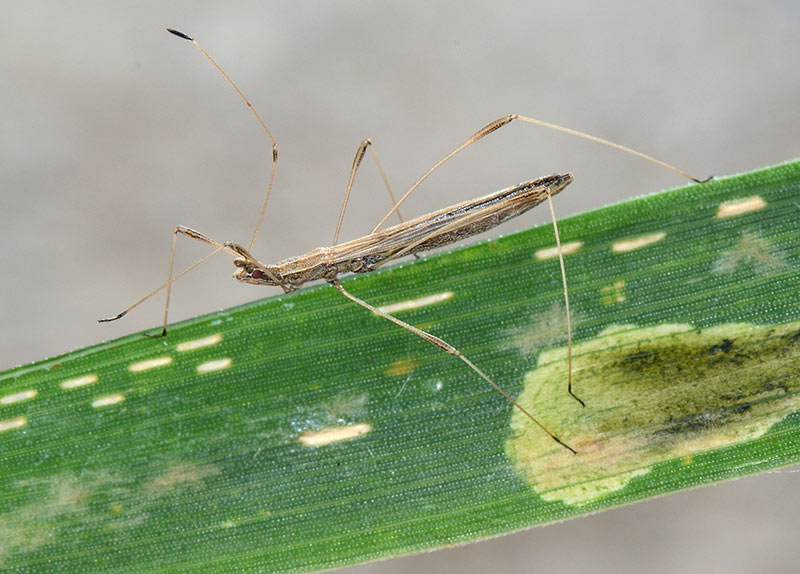
Smukleniec komarnicowaty

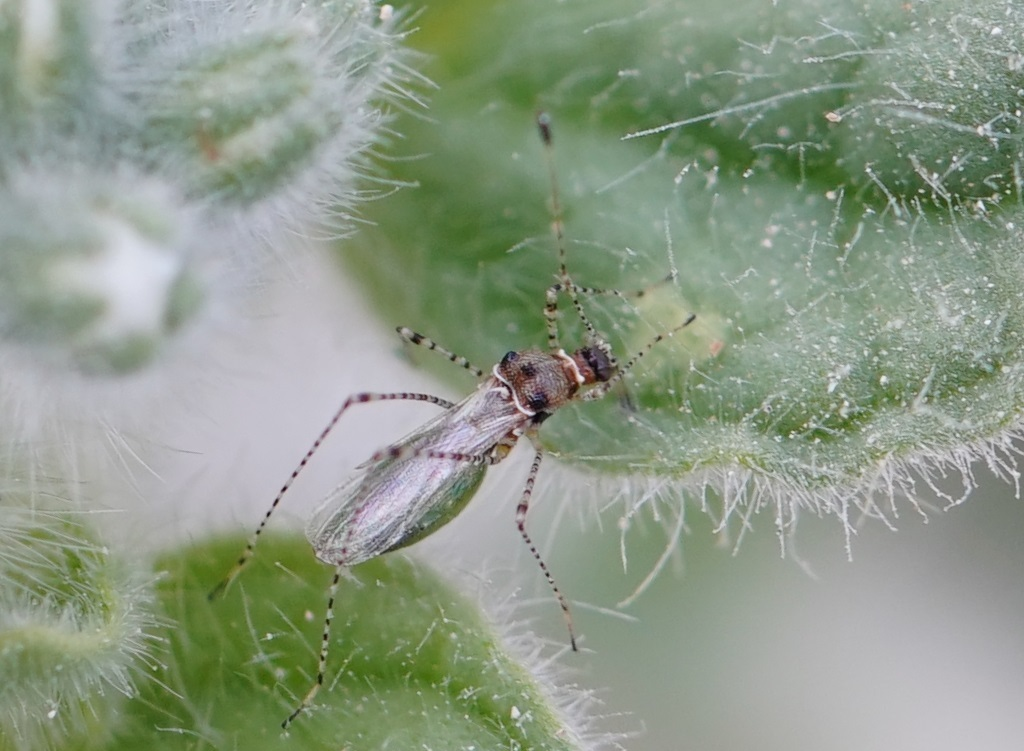
Gampsocoris punctipes

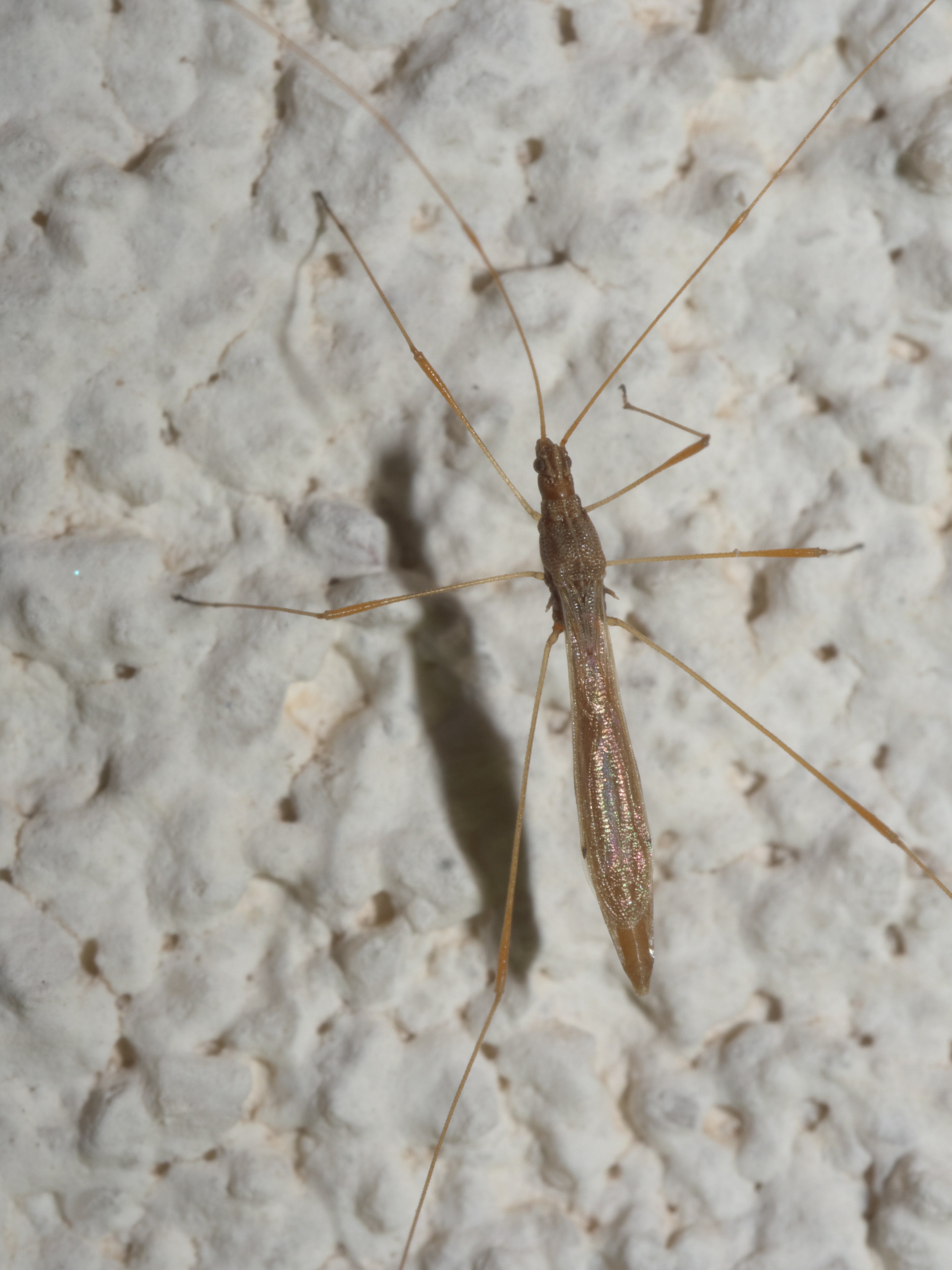
Jalysus wickhami

Smukleńcowate (Berytidae) – rodzina pluskwiaków z  podrzędu różnoskrzydłych i nadrodziny Lygaeoidea. Obejmuje ponad 170 opisanych gatunków. Rozprzestrzeniona jest kosmopolitycznie. Owady te są głównie fitofagiczne, ale przynajmniej niektóre uzupełniają dietę żywym i martwym pokarmem zwierzęcym, w tym mszycami.

## Morfologia
Pluskwiaki o ciele długości od 2,3 do ponad 16 mm, zwykle smukłym, wydłużonym i delikatnie zbudowanym. Głowa jest niemal kulistawa do mocno wydłużonej, a tułów i odwłok tworzą zwykle smukły, wydłużony, pałeczkowaty korpus z bardzo długimi, cienkimi, nitkowatymi odnóżami – takim pokrojem przywodzą na myśl poślizgowate lub Emesinae; bardziej zwartą budowę ciała spotyka się u niektórych taksonów z Nowego Świata. Dominuje wśród nich ubarwienie maskujące, żółtawe, żółtawobrązowe, szarobrązowe lub rudobrązowe. Powierzchnia ciała może mieć rozmaite guzki i kolce, a u Berytinae występować może okrywa z jedwabistych szczecinek.
Głowa jest opadająca i podzielona poprzecznym szwem na część przednią i tylną. Przednia zaopatrzona jest w oczy złożone oraz czteroczłonową kłujkę o nasadzie otoczonej parą niewielkich bukuli i często ma wystający ku przodowi nadustek. W części tylnej leżą przyoczka. U Berytinae czoło miewa wyrostek (kolec), którego kształt może być pomocny w oznaczaniu. Długie, czteroczłonowe czułki osadzone są powyżej wysokości środka oka złożonego, na zredukowanych wzgórkach. Pierwszy człon czułków jest silnie wydłużony i u szczytu pogrubiony, drugi krótki i walcowaty, trzeci walcowaty i wydłużony, a czwarty krótki, często wrzecionowaty i nabrzmiały.
Przedplecze ma zarys trapezowaty, niekiedy z brzegami uzbrojonymi w kolce. Jego powierzchnia często jest gęsto punktowana, ale występuje na niej para niepunktowanych zgrubień, dzielących przedplecze na krótszą część przednią zwaną kołnierzem i znacznie dłuższą część tylną. Powierzchnię przedplecza zdobi również żeberko środkowe. Na niewielkiej, trójkątnej tarczce często występują guzki lub kolce, a jej wierzchołek bywa wydłużony w szpic. W rodzinie tej występuje polimorfizm skrzydłowy, ale jest on rzadki i zdecydowana większość gatunków jest długoskrzydła. Półpokrywy form długoskrzydłych są pociągłe i mają trzy żyłki podłużne na przykrywce oraz zwykle pięć żyłek podłużnych na zakrywce. Formy o skróconych skrzydłach w faunie środkowoeuropejskiej cechują się częściową redukcją zakrywki i spłaszczeniem przedplecza. Odnóża mają skierowane ku tyłowi biodra i często zgrubiałe odsiebne części ud. Stopę ich budują trzy człony, a wieńczy para przylg i ząbkowane pazurki. Gruczoły zapachowe zatułowia mają wyraźną zewnętrzną część systemu wyprowadzającego z rozległymi i często nakrytymi pleurytami ewaporatoriami.
Odwłok ma niecałkowicie zesklerotyzowane tergity. Ich części środkowe (mediotergity) są zrośnięte. Wszystkie przetchlinki leżą grzbietowo między wewnętrznymi i zewnętrznymi laterotergitami. Postacie dorosłe mają na trzecim sternicie 3, rzadziej 2 trichobotria. Czwarty sternit ma 3 trichobotria, zaś te od piątego do siódmego po 2. Samice mają całobrzegi sternit siódmy, zredukowane pokładełko, a korpus ich spermateki jest duży i jajowaty lub kulistawy.
Larwy mają ujścia grzbietowych gruczołów zapachowych odwłoka zlokalizowane między tergitami trzecim i czwartym, a u części gatunków także między czwartym i piątym. Zwykle na ich ciele występują szczecinki gruczołowe.

## Ekologia i występowanie
Większość gatunków bytuje na roślinach; liczne związane są z roślinami o gruczołowym owłosieniu. Pozostałe gatunki zamieszkują powierzchnię gruntu. Są to owady głównie fitofagiczne, ale przynajmniej liczne Berytinae uzupełniają swoją dietę żywymi i martwymi stawonogami o niewielkich rozmiarach, np. mszycami. Związane są z roślinami z takich rodzin jak bobowate, bodziszkowate, dyniowate, jasnotowate, psiankowate, szarłatowate, ślazowate, trędownikowate, wiechlinowate i wiesiołkowate.
Rodzina rozprzestrzeniona jest kosmopolitycznie. Metacanthini i Berytinae występują głównie na półkuli wschodniej, w szczególności Berytinini ograniczone są do Palearktyki. Gampsocorini zamieszkują wyłącznie półkulę wschodnią, a Metatropini ograniczone są do Azji Wschodniej. Do półkuli zachodniej ograniczone jest natomiast plemię Hoplinini. W Polsce stwierdzono 8 gatunków z 4 rodzajów (zobacz: smukleńcowate Polski).

## Taksonomia i ewolucja
Takson ten wprowadzony został w 1851 roku przez Franza Xaviera Fiebera pod nazwą Berytidea. W XIX wieku i początkach wieku XX klasyfikowany bywał w obrębie wtykowatych, zwińcowatych i wzdęcielowatych, jednak większość autorów z XX wieku dawała mu rangę odrębnej rodziny. Thomas J. Henry w 1997 roku opublikował wyniki analizy filogenetycznej infrarzędu, według wyników której wchodzą w skład kladu, obejmującego także Ninidae, Malcidae i Colobathristidae, siostrzanego dla wzdęcielowatych.
Rodzina ta obejmuje ponad 170 opisanych gatunków, zgrupowanych w 3 podrodzinach i 9 plemionach:
- podrodzina: Berytinae
  - plemię: Berytini
  - plemię: Berytinini
- podrodzina: Gampsocorinae
  - plemię: Gampsocorini
  - plemię: Hoplinini
- podrodzina: Metacanthinae
  - plemię: Metacanthini
  - plemię: Metatropini

W zapisie kopalnym smukleńcowate znane są od oligocenu. Z epoki tej pochodzą odnalezione we Francji skamieniałości Neides oligocenicus i Metacanthus (Megalomerium) serratum.